# 馬爾辛·庫克沃斯基
馬爾辛·庫克沃斯基（波蘭語：Marcin Krukowski，1992年6月14日—）是波蘭男子田徑運動員。2015年，Marcin Krukowski在世界田徑錦標賽標槍（800公克）合格賽第2組，擲出78.91公尺，排名第13名，無緣擲進決賽。2016年代表波蘭參加夏季奧林匹克運動會標槍（800公克）項目，名列合格賽A組第7名。2018年在歐洲田徑錦標賽標槍（800公克）決賽上，Marcin Krukowski以84.55公尺贏得第4名。

## 外部連結
- 馬爾辛·庫克沃斯基在国际奥林匹克委员会的资料
- 馬爾辛·庫克沃斯基在的頁面